# Artur Prusak
Artur Prusak (...) è un pilota di rally polacco naturalizzato francese.

## Biografia
Nel 2015 ha vinto su Toyota Prius la FIA Alternative Energies Cup. Nel corso della stagione, in coppia con il copilota francese Thierry Benchetrit, ha ottenuto il primo posto all'Ecorally San Marino - Vaticano, all'Ecorally della Mendola e all'Hi-Tech Ecomobility Rally di Atene e il secondo posto all'Eco Snow Trophy di Fiera di Primiero. Nella stagione successiva ha bissato il successo iridato, e nel 2020 ha ottenuto il terzo titolo.